# Vestur-Skaftafellssýsla
Vestur-Skaftafellssýsla (in lingua islandese: Skaftafellssýsla ovest) è una contea islandese, situata nella regione di Suðurland, nella parte meridionale dell'isola.
La contea ha una superficie di 5.663 km2 e, nel 2006, aveva una popolazione di 961 abitanti. La principale risorsa economica della contea è l'agricoltura.

## Municipalità
La contea è situata nella circoscrizione del Suðurkjördæmi e comprende i seguenti comuni:
- Mýrdalur
- Skaftárhreppur

## Località
- Dyrhólahverfi
- Grafarkirkja
- Kálfafell
- Kirkjubæjarklaustur
- Langholt
- Þrestbakki
- Reynir
- Skeiðiflötur
- Þykkvabæjarklaustur
- Vík-Handelssted